# Mbaye Leye
Mbaye Leye (Birkelane, 1 december 1982) is een voormalig Senegalees voetballer en huidig voetbalcoach, die tijdens zijn carrière onder meer uitkwam voor de Belgische clubs Zulte Waregem, KAA Gent en Standard. Hij speelde ook twee keer voor de Senegalese nationale ploeg. Momenteel is hij trainer bij RFC Seraing.

## Spelerscarrière
Na enkele seizoenen in Franse tweede klasse trok Mbaye Leye in 2007 naar de Belgische eerste klasse om er bij Zulte Waregem te spelen. In het seizoen 2007-2008 scoorde hij 16 doelpunten, waarmee hij op een gedeelde tweede plaats kwam in de lijst van topscorers van de competitie 2007-2008. Hij was de topscorer tijdens dat seizoen bij Zulte Waregem.
Eind mei 2008 maakte Leye zijn debuut bij de Senegalese nationale ploeg. Tegen de nationale ploeg van Algerije viel hij in de 75e minuut in. Senegal won de kwalificatiematch voor het WK 2010 met 1-0.
Ondanks contacten over een transfer, naar ploegen uit het binnen- en buitenland, startte Leye het seizoen 2008-2009 opnieuw in het Regenboogstadion. Hij verhuisde echter halverwege datzelfde seizoen, na het afhaken van de buitenlandse belangstelling, naar het Belgische KAA Gent. Met Gent won hij het daaropvolgende seizoen de Beker van België. Hij scoorde een van de drie doelpunten in de met 0—3 gewonnen bekerfinale tegen Cercle Brugge. In augustus 2010 trok Leye naar Standard Luik. Hij werd samen met Mohammed Tchité, die na zijn vorige Standard-periode bij RSC Anderlecht en Racing Santander aan de slag was, op de laatste dag van de transferperiode gehaald. Met Standard won hij in 2011 opnieuw de Beker.
Op 30 januari 2012 werd bekendgemaakt dat hij terugkeerde naar Zulte Waregem. Die ploeg haalde eerder onder de teruggekeerde coach Francky Dury Franck Berrier terug, die ook van Standard Luik kwam. Leye kwam bij Standard nooit veel aan spelen toe en wilde zijn carrière terug lanceren bij de ploeg waar het voor hem in de Belgische competitie allemaal begon. Hij verkreeg in 2013 58 punten in de verkiezing van de Profvoetballer van het Jaar en vervolledigde daarmee de top 10. Hij behaalde dat seizoen met Zulte Waregem de tweede plaats in de Belgische competitie.
In mei 2014 beëindigde Leye zijn contract bij Zulte Waregem. In augustus 2014 zette hij zijn handtekening onder een tweejarig contract bij Lokeren. Hij zou er uiteindelijk slechts één seizoen blijven. In juni 2015 keerde hij opnieuw terug naar zijn oude liefde, SV Zulte Waregem. Op zaterdag 12 december 2015 scoorde Leye in de 2-1 overwinning tegen Waasland-Beveren zijn 55e doelpunt voor SV Zulte Waregem, waarmee hij Frederik D'hollander voorbijstak als clubtopschutter aller tijden. In 2017 won Leye voor de derde keer de Beker, dit keer met Zulte Waregem.
In 2017 maakte Leye de overstap naar KAS Eupen, na onenigheid over een contractverlenging bij Zulte Waregem. Na een seizoen bij Eupen gespeeld te hebben, kwam hij nog één seizoen uit voor Moeskroen. Op 17 mei 2019 kondigde Leye aan dat hij stopte met voetballen. Hij speelde diezelfde dag zijn laatste wedstrijd in de Belgische competitie.
Mbaye Leye speelde tijdens zijn carrière alles samen bij zes verschillende Belgische profclubs, waarvoor hij 121 competitiedoelpunten maakte. Hij was bij zijn afscheid tevens topschutter in de geschiedenis van play-off 1, met een totaal van 19 doelpunten en een gemiddelde van 0,5 doelpunten per wedstrijd.

## Statistieken
| Seizoen | Club                  | Land               | Competitie         | Duels | Doelp. |
| ------- | --------------------- | ------------------ | ------------------ | ----- | ------ |
| 2003/04 | OC Cesson Sévigné     | Vlag van Frankrijk |                    | 19    | 6      |
| 2004/05 | FC Lorient            | Vlag van Frankrijk | Ligue 2            | 24    | 4      |
| 2005/06 | FC Lorient            | Vlag van Frankrijk | Ligue 2            | 28    | 2      |
| 2006/07 | Amiens SC             | Vlag van Frankrijk | Ligue 2            | 15    | 3      |
| 2007/08 | Zulte Waregem         | Vlag van België    | Jupiler Pro League | 31    | 16     |
| 2008/09 | Zulte Waregem         | Vlag van België    | Jupiler Pro League | 16    | 9      |
| 2008/09 | KAA Gent              | Vlag van België    | Jupiler Pro League | 12    | 4      |
| 2009/10 | KAA Gent              | Vlag van België    | Jupiler Pro League | 34    | 7      |
| 2010/11 | Standard Luik         | Vlag van België    | Jupiler Pro League | 32    | 5      |
| 2011/12 | Standard Luik         | Vlag van België    | Jupiler Pro League | 11    | 3      |
| 2011/12 | Zulte Waregem         | Vlag van België    | Jupiler Pro League | 12    | 3      |
| 2012/13 | Zulte Waregem         | Vlag van België    | Jupiler Pro League | 33    | 17     |
| 2013/14 | Zulte Waregem         | Vlag van België    | Jupiler Pro League | 10    | 1      |
| 2014/15 | KSC Lokeren           | Vlag van België    | Jupiler Pro League | 32    | 5      |
| 2015/16 | Zulte Waregem         | Vlag van België    | Jupiler Pro League | 36    | 20     |
| 2016/17 | Zulte Waregem         | Vlag van België    | Jupiler Pro League | 40    | 16     |
| 2017/18 | KAS Eupen             | Vlag van België    | Jupiler Pro League | 14    | 8      |
| 2018/19 | Royal Excel Moeskroen | Vlag van België    | Jupiler Pro League | 23    | 6      |
| Totaal  | Totaal                | Totaal             | Totaal             | 422   | 136    |

## Erelijst
| Competitie       |          |          |          |          |
| Competitie       | Aantal   | Jaren    |          |          |
| KAA Gent         | KAA Gent | KAA Gent | KAA Gent | KAA Gent |
| ---------------- | -------- | -------- | -------- | -------- |
| Beker van België | 1x       | 2009/10  |          |          |
| Standard         |          |          |          |          |
| Beker van België | 1x       | 2010/11  |          |          |
| Zulte Waregem    |          |          |          |          |
| Beker van België | 1x       | 2016/17  |          |          |

| Individueel        |    |      |
| Ebbenhouten schoen | 1x | 2013 |

## Trainerscarrière

### Standard Luik
Leye begon in het seizoen 2019/20 zijn trainerscarrière als assistent-coach van Michel Preud'homme bij Standard Luik. Na afloop van dit seizoen raakte bekend dat Preud'homme op pensioen ging en daarmee stopte als hoofdcoach van Standard. Leye hoopte op een kans als hoofdcoach, de club koos echter voor de meer ervaren Fransman Philippe Montanier. Leye besloot daarmee niet verder te gaan als assistent-coach en verliet de club.
Nadat Montanier eind december 2020 ontslagen werd wegens tegenvallende resultaten maakte Standard Luik op 30 december 2020 bekend dat Leye, met uitstel, toch de nieuwe hoofdcoach van de club zal worden. Leye werd op 4 oktober 2021 ontslagen bij Standard na tegenvallende resultaten.

### Zulte Waregem
Half mei 2022 ondertekende Leye een contract van onbepaalde duur bij Zulte Waregem als hoofdtrainer vanaf het seizoen 2022/23. Hij werd er de opvolger van het trainersduo Timmy Simons-Davy De fauw, dat in december 2021 het roer had overgenomen van clubicoon Francky Dury en Zulte Waregem weliswaar had kunnen behoeden voor de degradatie, maar dat zonder veel glans had gedaan. Na teleurstellende resultaten werd Leye op 15 maart 2023 ontslagen.
Eind maart 2023 haalde hij zijn UEFA Pro License-trainersdiploma.

### Seraing
In januari 2024 werd hij trainer bij Challenger Pro League-team RFC Seraing.